# Skrzypki
Skrzypki – wieś w Polsce położona w województwie warmińsko-mazurskim, w powiecie ełckim, w gminie Kalinowo.
W latach 1975–1998 miejscowość administracyjnie należała do województwa suwalskiego.
Leży nad brzegiem Jeziora Białego.
Zobacz też: Skrzypki Duże, Skrzypki Małe